# Любомир Иванов (политик)
Вижте пояснителната страница за други личности с името Любомир Иванов.
Любомир Тодоров Иванов е съвременен български политик.
По образование е инженер със специалност ландшафтна архитектура. Владее немски и руски език. Женен.
Избран е за народен представител на „Синята коалиция“ в Народното събрание от 12-и многомандатен избирателен район (Област Монтана) на парламентарните избори през 2009 г.